# Mariano Joaquim de Sousa Feio

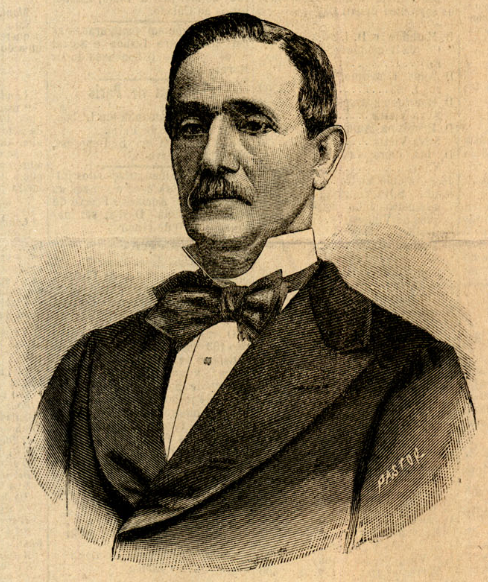
Mariano Joaquim de Sousa Feio

Mariano Joaquim de Sousa Feio, primeiro visconde e conde da Boavista (Beja, 15 de setembro de 1814[carece de fontes?] – Beja, 29 de agosto de 1911), foi Par do Reino e fidalgo-cavaleiro da Casa Real de Belmonte.[carece de fontes?] Filho de Joaquim José de Sousa e de Josefa Balbina Feio. Casou-se em primeiras núpcias em 1840, com Mariana Teresa Ribeiro de Sousa, com quem teve três filhos: Francisca Adelaide, Maria Carolina de Sousa Feio, casada com Jorge Salema de Avilez Juzarte de Sousa Tavares, 3.º conde de Avilez, e Francisco de Sousa Feio, 2.º visconde da Boavista.[carece de fontes?] Casou-se em segundas núpcias com Maria Jacinta Vilhena Colaço de 1879, com quem teve um filho: Mariano de Sousa Feio.[carece de fontes?]